# Andrés Arroyo (Leichtathlet)
Andrés Gabriel Arroyo Dominicci (* 7. Juni 1995 in Bayamón) ist ein puerto-ricanischer Leichtathlet, der sich auf den 800-Meter-Lauf spezialisiert hat.

## Leben
Andrés Arroyo wurde in Batamón geboren. 2004 verließen seine Eltern Puerto Rico mit ihm und zogen nach Florida, wo er in Orlando die Colonial High School besuchte. Bis zur sechsten Jahrgangsstufe hegte er den Wunsch Baseballspieler zu werden. Für die Leichtathletik war er damals nicht schnell genug um sich für Talentscouts zu empfehlen. Bis zur achten Jahrgangsstufe arbeitete er an seiner Grundschnelligkeit und wurde anschließend Teil der Leichtathletikmannschaft seiner High School. Von 2014 bis 2017 studierte er an der University of Florida, für deren Sportteam, den Florida Gators, er in dieser Zeit antrat.
Arroyo ist verheiratet und trainiert in Florida.

## Sportliche Laufbahn
2012 nahm Arroyo an seinen ersten internationalen Wettkämpfen über die Mittelstreckendistanzen teil. Bei den U18-Zentralamerika-und Karibikmeisterschaften in San Salvador gewann er über 1500 Meter die Goldmedaille und über 800 Meter zudem Silber. 2013 verbesserte er sich im 800-Meter-Lauf auf eine Zeit von 1:47,79 min. Im März nahm er im Rahmen des U20-Rennens an den Crosslauf-Weltmeisterschaften in Bydgoszcz. Es stellte seinen ersten Wettkampf im Crosslauf dar und er belegte schließlich den 104. von insgesamt 113 Plätzen. 2014 trat er über 800 Meter, 1500 Meter und mit der 4-mal-400-Meter-Staffel bei den U20-Zentralamerika-und Karibikmeisterschaften im mexikanischen Morelia an, bei denen er einen kompletten Medaillensatz gewinnen konnte. Ende desselben Monats sollte er bei den U20-Weltmeisterschaften in Eugene über 800 Meter an den Start gehen, wurde nach dem Vorlauf allerdings disqualifiziert. 2015 steigerte er im Mai seine Bestzeit auf 1:46,49 min und qualifizierte sich für die im Juli stattfindenden Panamerikanischen Spiele in Toronto. Dort gelang es ihm in das Finale einzuziehen, in dem er den siebten Platz belegten konnte.
2016 lief Arroyo im Februar in Arkansas eine Zeit von 1:46,20 min über 800 Meter in der Halle. Mit dieser Zeit ist er seitdem Inhaber des puerto-ricanischen Nationalrekords. Direkt im ersten Wettkampf in der Freiluft verbesserte er sich anschließend im April auf 1:45,78 min und konnte im August bei den Olympischen Sommerspielen in Rio de Janeiro an den Start gehen. Es gelang ihm in das Halbfinale einzuziehen, in dem er mit 1:46,74 min als Siebter seines Laufes ausschied. 2017 blieb Arroyo im Juli erstmals unter der Marke von 1:45,00 min. Einen Monat später trat er im Vorlauf bei den Weltmeisterschaften in London an. Als Fünfter seines Laufes verpasste er allerdings den Sprung in das Halbfinale. 2018 nahm er im 1500-Meter-Lauf an den Zentralamerika- und Karibikspielen in Barranquilla teil, bei denen er den sechsten Platz belegen konnte. Im Mai 2019 stellte Arroyo seine persönliche Bestzeit von 1:44,96 min auf und konnte im September in Doha an seinen zweiten Weltmeisterschaften teilnehmen. Einen Monat zuvor belegte er den zehnten Platz im Finale der 1500 Meter bei den Panamerikanischen Spielen in Lima. In Doha verpasste er anschließend, wie bereits zwei Jahre zuvor in London, den Sprung in das Halbfinale.
2021 gelang Arroyo die Qualifikation für die zweite Teilnahme bei den Olympischen Sommerspielen. In Tokio lief er im Vorlauf allerdings seines schwächste Zeit in der laufenden Saison und blieb damit chancenlos auf den Einzug in das Halbfinale.

## Wichtige Wettbewerbe
| Jahr                    | Veranstaltung                                  | Ort                     | Platz                   | Disziplin               | Zeit                    |
| Startet für Puerto Rico | Startet für Puerto Rico                        | Startet für Puerto Rico | Startet für Puerto Rico | Startet für Puerto Rico | Startet für Puerto Rico |
| ----------------------- | ---------------------------------------------- | ----------------------- | ----------------------- | ----------------------- | ----------------------- |
| 2012                    | U18-Zentralamerika- und Karibikmeisterschaften | San Salvador            | 2.                      | 800 m                   | 1:52,73 min             |
| 2012                    | U18-Zentralamerika- und Karibikmeisterschaften | San Salvador            | 1.                      | 1500 m                  | 3:57,32 min             |
| 2014                    | U20-Zentralamerika- und Karibikmeisterschaften | Morelia                 | 1.                      | 800 m                   | 1:49,75 min             |
| 2014                    | U20-Zentralamerika- und Karibikmeisterschaften | Morelia                 | 3.                      | 1500 m                  | 4:04,38 min             |
| 2014                    | U20-Zentralamerika- und Karibikmeisterschaften | Morelia                 | 2.                      | 4 × 400 m               | 3:12,10 min             |
| 2015                    | Panamerikanische Spiele                        | Toronto                 | 7.                      | 800 m                   | 1:49,08 min             |
| 2016                    | Olympische Sommerspiele                        | Rio de Janeiro          | 22.                     | 800 m                   | 1:46,74 min             |
| 2017                    | Weltmeisterschaften                            | London                  | 25.                     | 800 m                   | 1:46,46 min             |
| 2018                    | Zentralamerika- und Karibikspiele              | Barranquilla            | 6.                      | 1500 m                  | 3:57,57 min             |
| 2019                    | Panamerikanische Spiele                        | Lima                    | 10.                     | 1500 m                  | 3:47,42 min             |
| 2019                    | Weltmeisterschaften                            | Doha                    | 29.                     | 800 m                   | 1:46,75 min             |
| 2021                    | Olympische Sommerspiele                        | Tokio                   | 45.                     | 800 m                   | 1:53,09 min             |

## Persönliche Bestleistungen
Freiluft
- 800 m: 1:44,96 min, 17. Mai 2019, Marietta

Halle
- 800 m: 1:46,20 min, 27. Februar 2016, Fayetteville, (puerto-ricanischer Rekord)